# Cantonul Aytré
Cantonul Aytré este un canton din arondismentul La Rochelle, departamentul Charente-Maritime, regiunea Poitou-Charentes, Franța.

## Comune
| Comune             | Populație (1999) | Cod poștal | Cod INSEE |
| ------------------ | ---------------- | ---------- | --------- |
| Angoulins          | 3.695            | 17690      | 17010     |
| Aytré              | 8.806            | 17440      | 17028     |
| Châtelaillon-Plage | 5.959            | 17340      | 17094     |